# Elysius disciplaga
Elysius disciplaga är en fjärilsart som beskrevs av Walker 1856. Elysius disciplaga ingår i släktet Elysius och familjen björnspinnare. Inga underarter finns listade i Catalogue of Life.